# Naives-Rosières
Naives-Rosières és un municipi francès situat al departament del Mosa i a la regió del Gran Est. L'any 2007 tenia 848 habitants.

## Demografia

### Població
El 2007 la població de fet de Naives-Rosières era de 848 persones. Hi havia 334 famílies, de les quals 64 eren unipersonals (32 homes vivint sols i 32 dones vivint soles), 123 parelles sense fills, 135 parelles amb fills i 12 famílies monoparentals amb fills.
La població ha evolucionat segons el següent gràfic:
Habitants censats

### Habitatges
El 2007 hi havia 353 habitatges, 334 eren l'habitatge principal de la família, 5 eren segones residències i 14 estaven desocupats. 338 eren cases i 15 eren apartaments. Dels 334 habitatges principals, 276 estaven ocupats pels seus propietaris, 52 estaven llogats i ocupats pels llogaters i 6 estaven cedits a títol gratuït; 7 tenien dues cambres, 29 en tenien tres, 73 en tenien quatre i 226 en tenien cinc o més. 283 habitatges disposaven pel capbaix d'una plaça de pàrquing. A 129 habitatges hi havia un automòbil i a 179 n'hi havia dos o més.

### Piràmide de població
La piràmide de població per edats i sexe el 2009 era:
| Homes | Edats   | Dones |
| ----- | ------- | ----- |
| 0     | 95 o +  | 0     |
| 0     | 90 a 94 | 0     |
| 4     | 85 a 89 | 16    |
| 4     | 80 a 84 | 0     |
| 4     | 75 a 79 | 16    |
| 24    | 70 a 74 | 16    |
| 16    | 65 a 69 | 28    |
| 28    | 60 a 64 | 32    |
| 24    | 55 a 59 | 36    |
| 36    | 50 a 54 | 36    |
| 68    | 45 a 49 | 56    |
| 36    | 40 a 44 | 36    |
| 20    | 35 a 39 | 36    |
| 24    | 30 a 34 | 8     |
| 16    | 25 a 29 | 16    |
| 28    | 20 a 24 | 4     |
| 44    | 15 a 19 | 28    |
| 36    | 10 a 14 | 36    |
| 24    | 5 a 9   | 48    |
| 12    | 0 a 4   | 16    |

## Economia
El 2007 la població en edat de treballar era de 549 persones, 389 eren actives i 160 eren inactives. De les 389 persones actives 361 estaven ocupades (186 homes i 175 dones) i 28 estaven aturades (18 homes i 10 dones). De les 160 persones inactives 59 estaven jubilades, 56 estaven estudiant i 45 estaven classificades com a «altres inactius».

### Ingressos
El 2009 a Naives-Rosières hi havia 342 unitats fiscals que integraven 856 persones, la mediana anual d'ingressos fiscals per persona era de 19.775 €.

### Activitats econòmiques
Dels 16 establiments que hi havia el 2007, 1 era d'una empresa extractiva, 1 d'una empresa de fabricació d'altres productes industrials, 5 d'empreses de construcció, 2 d'empreses de comerç i reparació d'automòbils, 1 d'una empresa de transport, 2 d'empreses d'informació i comunicació, 1 d'una empresa financera, 1 d'una empresa de serveis, 1 d'una entitat de l'administració pública i 1 d'una empresa classificada com a «altres activitats de serveis».
Dels 5 establiments de servei als particulars que hi havia el 2009, 2 eren paletes, 1 fusteria, 1 lampisteria i 1 perruqueria.
L'any 2000 a Naives-Rosières hi havia 6 explotacions agrícoles.

## Equipaments sanitaris i escolars
L'únic equipament sanitari que hi havia el 2009 era una farmàcia.
El 2009 hi havia 1 escola maternal i 1 escola elemental.

## Poblacions més properes
El següent diagrama mostra les poblacions més properes.